# Fontana Records
Pour les articles homonymes, voir Fontana.
Fontana Records est un label discographique international de musique de variétés, de pop, et de jazz fondé en 1956 par la société néerlandaise Philips Phonografische Industrie (PPI), propriétaire du label Philips Records. Il appartient aujourd'hui à la major du disque Universal Music Group. 

## Histoire

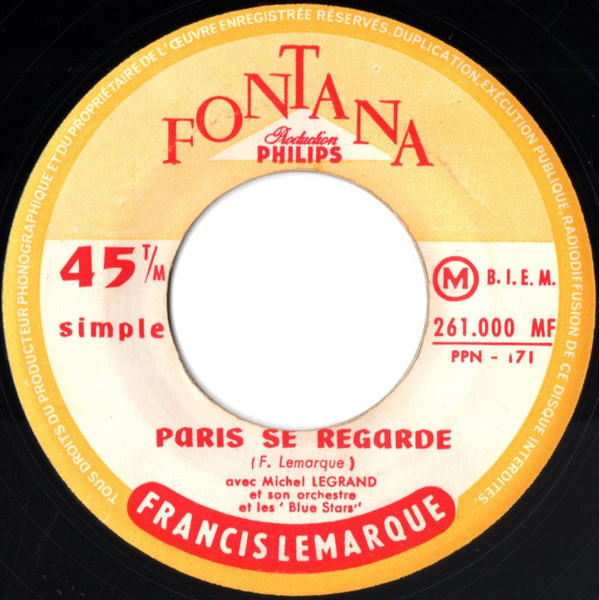
Étiquette du premier single publié par Fontana en France.

Le label Fontana est créé en 1956 par PPI afin d'élargir l'éventail de genres et d'artistes offert par Philips Records. Il est utilisé pour la première fois la même année par la filiale française de PPI, la Société Phonographique Philips (S.P.P.), qui souhaite développer la chanson de variétés. Boris Vian, qui est responsable du catalogue jazz à la S.P.P. (sous les ordres de Jacques Canetti le directeur artistique du label Philips en France), participe au lancement du label Fontana. Il en devient son directeur artistique pour la France en mai 1958.
En 1957, PPI décide d'utiliser également le label Fontana aux Pays-Bas puis, dans les années qui suivent, dans les autres pays où la maison de disques est présente. Le label est lancé en 1958 au Royaume-Uni.
En 1962, Mercury Records, qui vient d'être racheté par PPI, introduit le label Fontana aux États-Unis. Mercury utilise tout d'abord le label pour publier des enregistrements européens de Fontana avant de faire paraître également des disques d'artistes américains sous étiquette Fontana.
Au début des années 1970, à la suite de la fusion entre PPI et Deutsche Grammophon, le label Fontana  rejoint la major du disque PolyGram. 
En 1998, PolyGram est racheté par le groupe Seagram qui est propriétaire d'Universal Music Group (UMG). L'année suivante, le label Fontana est intégré à UMG.
En France, le label accueille désormais des artistes comme Jenifer, Louane, Hugues Aufray et Jean-Baptiste Maunier.

## Artistes

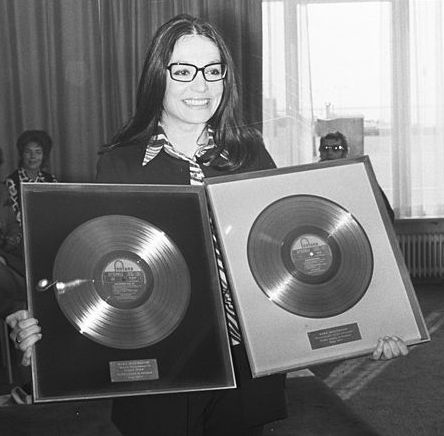
Nana Mouskouri, artiste phare de Fontana.

### Artistes francophones
- Salvatore Adamo
- Hugues Aufray
- Jane Birkin
- Henry Cording and his Original Rock and Roll Boys
- Jenifer
- Francis Lemarque
- Louane
- Jean-Baptiste Maunier
- Dario Moreno
- Nana Mouskouri
- Olympe
- André Popp
- Gauvain Sers
- Alan Stivell

### Artistes internationaux
- Dave Dee, Dozy, Beaky, Mick and Tich
- Cocteau Twins
- The House of Love
- Gloria Lynne
- Manfred Mann
- The Merseybeats
- The Mindbenders (en)
- New Vaudeville Band
- The Pretty Things
- Millie Small
- The Spencer Davis Group
- The Troggs
- Vanity Fare

## Albums notables
- 1957 : Ascenseur pour l'échafaud - Miles Davis
- 1967 : Tangerine Dream - Kaleidoscope
- 1969 : Jane Birkin - Serge Gainsbourg - Jane Birkin et Serge Gainsbourg
- 1971 : Renaissance de la harpe celtique - Alan Stivell
- 1978 : Ex fan des sixties - Jane Birkin